# Salla, Voitsberg
Salla là một đô thị thuộc huyện Voitsberg thuộc bang Steiermark, nước Áo. Đô thị Salla, Voitsberg có diện tích 49,42 km², dân số thời điểm cuối năm 2005 là 316 người.